# Asteroma prunellae
Asteroma prunellae är en svampart som beskrevs av Purton 1836. Asteroma prunellae ingår i släktet Asteroma och familjen Gnomoniaceae.   Inga underarter finns listade i Catalogue of Life.